# Benjamin Sorani
Benjamin Sorani, född 20 september 1980, är en svensk dokusåpadeltagare med kurdiskt ursprung.
Sorani medverkade i Big Brother 2002. Under sin tid i serien förlovade han sig med deltagaren Marie Picasso i april 2002. Han var även med i följande dokusåpor: Popstars 2000 och 2001 på kanal 5 samt Club Goa 2005 på TV3. Efter dagarna i Big Brotherhuset och förlovningen med Marie Picasso försökte de starta en musikkarriär ihop. Detta gav dock inga större framgångar.[källa behövs]
Benjamin har efter dokusåpatiden blivit en erkänd entreprenör och driver flera bolag. Han ändrade sitt efternamn till vonJahf för att hedra sin mor. Namnet härstammar från det urgamla kurdiska släktet Jaff.
År 2010 grundade han bemanningsföretaget, EHRAB. Företaget har över 200 anställda och är Sveriges största byggbemanningsbolag idag.
I slutet av 2019 blev det känt att Benjamin investerat i Utsiktens BK. Genom att köpa 49% av föreningen är han en av få svenskar som äger ett fotbollslag. Benjamin har som mål att ta fotbollsklubben till Allsvenskan inom 5 år. För att dokumentera sin resa, spelar de in en dokumentär ”Resan mot Allsvenskan” som ska visas på TV under 2020. 

### Fotnoter
1. ↑  Harry Amster (21 december 2007). ”Picassos äventyr” (på svenska). Svenska dagbladet. https://www.svd.se/picassos-aventyr. Läst 16 februari 2019.
2. ↑  Björn Solfors (11 april 2002). ”Här förlovar sig Benji och Marie” (på svenska). Aftonbladet. https://www.aftonbladet.se/nojesbladet/tv/a/Kvz1dX/har-forlovar-sig-benji-och-marie.